# Phragmatobia harteri
Phragmatobia harteri är en fjärilsart som beskrevs av Rothschild 1929. Phragmatobia harteri ingår i släktet Phragmatobia och familjen björnspinnare. Inga underarter finns listade i Catalogue of Life.